# Гаврилова-Решитько, Милитина Васильевна
Милитина Васильевна Гаврилова-Решитько (1935—2013) — удмуртская поэтесса, журналист, диктор, редактор, публицист. Лауреат национальной премии им. Ашальчи Оки (2002) и журналистской премии Общества финской культуры имени М. А. Кастрена (2002). Член Союза журналистов (1975) и Союза писателей России (2006). Заслуженный работник культуры Удмуртской Республики (1997), заслуженный журналист Удмуртской Республики (2011), отмечена знаком «Отличник телевидения и радио» (1980). Имя Милитины Васильевны занесено в Книгу почёта Всеудмуртской ассоциации «Удмурт кенеш» (1999).

## Биография
Милитина Васильевна родилась 5 сентября 1935 года в деревне Роготнево Дебёсского района Удмуртии в семье крестьян. По окончании Дебёсского педагогического училища училась в Удмуртском государственном педагогическом институте (ныне — Удмуртский государственный университет), где в 1959 году получила специальность преподавателя истории и литературы.
Ещё будучи студенткой, в 1957 году была приглашена на Удмуртское радио, где работала сначала диктором и корреспондентом, а затем на протяжении двадцати лет (1975—1994) была главным редактором редакции литературно-драматических передач, руководителем отдела.
Скончалась 5 августа 2013 года после продолжительной болезни.

## Журналистика
Работая на Удмуртском радио, Милитина Васильевна подготовила серию радиоочерков о представителях удмуртской интеллигенции, деятелях культуры и науки региона, среди них: художник Александр Ложкин, актёры Иван Кудрявцев, Клавдия Гаврилова и Нина Бакишева, певец Григорий Титов, этнографы Людмила Христолюбова и Галина Никитина и др. Кроме того, под её редакторством выходили передачи об удмуртской литературе, радиоспектакли по произведениям писателей Удмуртии, поэтические радиоальманахи.
Гаврилова-Решитько — организатор и ведущая радиожурнала «Арня ӵукна» (в переводе с удм. — «Воскресное утро»), основатель цикла радиопередач под общей рубрикой «Школалы юрттэт» (с удм. — «Помощь школе»). 

## Творчество
Помимо работы на радио, Милитина Васильевна многократно публиковалась в периодической печати: из-под её пера вышли в свет рецензии на книги и театральные спектакли, очерки о деятелях удмуртской культуры, корреспонденции, статьи, зарисовки о различных событиях в области культуры региона, стихи. Её очерки о писателях и поэтах Михаиле Лямине, Михаиле Петрове, Данииле Яшине, Флоре Васильеве и других вошли в книги воспоминаний о них.
Гаврилова-Решитько — автор книги очерков об известных представителях удмуртской интеллигенции «Ӵыдонтэм пумиськонъёс» (с удм. — «Незабываемые встречи», 1995), а также трёх самостоятельных поэтических сборников: «Кесэго-кесэго малпанъёс» (с удм. — «Лоскутные мысли», 1999), «Эшъяськонлэн шунытэз» (с удм. — «Тепло дружбы», 2005) и «Кузьым» (с удм. — «Подарок», 2010).
Некоторые стихи Миллитины Гавриловой-Решитько положены на музыку композиторами Пантелеем Кузнецовым и Николаем Постниковым.